# Il superbo Orinoco
Il superbo Orinoco (Le Superbe Orénoque) è un romanzo d'avventura di Jules Verne scritto nel 1894 e pubblicato nel 1898. Racconta la storia del viaggio fatto dalla giovane Jeanne lungo il fiume Orinoco in Venezuela; accompagnata dal sergente Martial, cerca di ritrovare il padre scomparso da anni, il colonnello de Kermor.

## Trama
Jeanne, una bella ragazza, si traveste da maschio - avendo difficoltà a viaggiare in abiti femminili - e parte alla ricerca del padre disperso dopo aver preso il nome di John. Accompagnata da un collaboratore e sottoposto del padre, che finge d'esser suo zio, parte alla volta dell'Amazzonia.
Lungo il tragitto conosce i venezuelani Miguel, Felipe e Varinas, con i francesi Jacques e Germane, i quali viaggiano tutti sul grande fiume per condurre una qualche loro esplorazione scientifica: uniranno presto le loro forze per aiutare John/Jeanne.